# Lymantria moesta
Lymantria moesta är en fjärilsart som beskrevs av Swinhoe 1903. Lymantria moesta ingår i släktet Lymantria och familjen tofsspinnare. Inga underarter finns listade i Catalogue of Life.